# Elena Rizzieri
Elena Rizzieri (Grignano Polesine, 6 ottobre 1922 – Roma, 14 febbraio 2016) è stata un soprano italiano.

## Biografia
Dopo gli studi al Conservatorio Benedetto Marcello di Venezia con Gilda Dalla Rizza debutta al Teatro La Fenice di Venezia il 26 gennaio 1946 come Margherita in Faust.
Nel dicembre 1947 debutta al Teatro dell'Opera di Roma come Mimì ne La bohème Nel 1948 è Liù nel debutto al Teatro alla Scala ed in Arena di Verona. Nel 1949 prende parte con Gobbi al film La montagna di cristallo.
Nel 1950 a Venezia è Parascia ne La fiera di Soročincy diretta da Antonino Votto con la Dubbini, Renato Capecchi e Vincenzo Bettoni, alla Scala Lucieta ne Il campiello diretta da Sanzogno con Margherita Carosio, Alda Noni, la Gardino, Giuseppe Nessi, Fernando Corena e Modesti, al Teatro dell'Opera Violetta ne La traviata con Prandelli e Paolo Silveri, a Caracalla Madama Butterfly con Prandelli e Sinaide in Moïse et Pharaon diretta da Santini con Maria Pedrini, Neri e Panerai, al Teatro Donizetti di Bergamo debutta come Susanna ne Le nozze di Figaro diretta da Gianandrea Gavazzeni con la Simionato, Del Signore, Giuseppe Taddei, Petri ed Aristide Baracchi, al Teatro Alfieri (Torino) diretta da De Fabritiis debutta come Violetta ne La traviata con Prandelli e Ugo Savarese seguita da Suor Angelica ed ancora al Teatro dell'Opera Caterina "Ririna" in Vanna Lupa diretta da Pizzetti con la Pederzini, Annaloro e Meletti e Parascia ne La fiera di Soročincy diretta da Gavazzeni con Cloe Elmo, Giuseppe Campora e Boris Christoff.
Nel 1951 a Roma è Euridice in Orfeo ed Euridice (Gluck) diretta da Gui con Ebe Stignani, al Teatro Comunale di Bologna Violetta ne La traviata con Albanese ed Afro Poli e Manon (Massenet) diretta da De Fabritiis con Cesare Valletti e Baracchi ed a Venezia La Clementina di Luigi Boccherini diretta da Issay Dobrowen con Graziella Sciutti, la Noni, la Simionato, Munteanu e Sesto Bruscantini.
Nel 1952 a Venezia è Euridice in Orfeo ed Euridice (Gluck) diretta da Gui con la Stignani, Marina ne I quatro rusteghi con la Dubbini, Angelo Mercuriali e Vito De Taranto, la contessa ne La diavolessa di Baldassarre Galuppi diretta da Carlo Maria Giulini con la Noni ed Agostino Lazzari, Bruscantini e Franco Calabrese e canta nel Magnificat di Francesco Cavalli con la Elmo, Valletti e Calabrese, a Roma Susanna ne Le nozze di Figaro diretta da Gui con Renata Tebaldi, la Simionato, la Dubbini, Sinimberghi, Petri, Taddei e De Taranto e Manon diretta da Vincenzo Bellezza con Beniamino Gigli e Poli ed a Bologna Margherita in Mefistofele con la Pedrini, Gianni Poggi e Neri.
Nel 1953 a Venezia è Susanna ne Le nozze di Figaro diretta da Gui con Sena Jurinac, la Simionato, Bruscantini, Petri e Corena, alla Scala Manon nella prima diretta da Votto con Ferruccio Tagliavini, Nessi, Panerai e Modesti ed a Roma Margherita in Faust con Giovanni Malipiero, Enzo Mascherini, Ruffo e Neri.
Nel 1954 a Roma è Cuor di neve ne La fanciulla delle nevi diretta da Gui con Gabriella Tucci, la Pirazzini, Monteanu, De Taranto e Plinio Clabassi, a Venezia Nedda in Pagliacci con Gigli e Silveri e Lucieta ne Il Campiello con Magda Olivero, la Elmo, Mario Carlin e Corena, debutta al Teatro San Carlo di Napoli come la moglie usciere ne Il processo di Gottfried von Einem con Annaloro, Piero De Palma, Sinimberghi, Frank Valentino e Meletti ed a Bergamo Margherita in Faust diretta da Votto con Poggi, Valdengo, Rossi-Lemeni e Virgilio Carbonari.
Sempre nel 1954 canta nella prima La bohème trasmessa dalla RAI diretta da Sanzogno con Lazzari, la Sciutti, Panerai, Calabrese, Baracchi e Melchiorre Luise.
Nel 1955 a Roma è Sàmar nella prima assoluta di Burlesca di Antonio Veretti diretta da Gavazzeni con la Elmo, Lazzari e Meletti, debutta al Glyndebourne Festival Opera come Susanna ne Le nozze di Figaro diretta da Gui con la Royal Philharmonic Orchestra, Bruscantini, Calabrese e la Jurinac ed a Firenze Colombina ne Le maschere diretta da Gavazzeni con Sergio Tedesco e Dino Dondi.
Nel 1956 a Venezia è Annetta ne Il franco cacciatore diretta da Gui con la Jurinac, Albanese, Raffaele Arié ed Antonio Zerbini, a Firenze Sàmar in Burlesca con Mirto Picchi, a Glyndebourne Despina in Così fan tutte diretta da Gui con Bruscantini e la Jurinac cantata anche per la televisione ed a Bergamo Madama Butterfly ed al Teatro Carignano di Torino Susanna ne Le nozze di Figaro diretta da Gavazzeni con De Palma, Capecchi e Luise.
Nel 1957  è Eugenia ne Il filosofo di campagna diretta da Renato Fasano con Ilva Ligabue, Florindo Andreolli, Capecchi e Petri a Strasburgo ed al Théâtre de la Ville di Parigi e al Carignano Manon diretta da Ghione con Alvinio Misciano e Mimì ne La bohème diretta da Carlo Felice Cillario con Eugenio Fernandi e Valdengo.
Nel 1958 a Venezia è Gasparina ne Il campiello diretta da Ettore Gracis con Rina Malatrasi, Andreolli, Poli e Bruscantini, a Roma Mariuccia nella prima assoluta di Il tesoro di Jacopo Napoli diretta da De Fabritiis con Prandelli, Gobbi, Carlo Cava e De Taranto ed alla Piccola Scala Elena nella prima di Il cappello di paglia di Firenze diretta da Sanzogno con la Gardino, Misciano, Nessi, Andreolli, Mercuriali, Paolo Montarsolo e Giorgio Tadeo.
Nel 1959 al Carignano è Gasparina ne Il campiello diretta da Francesco Molinari Pradelli con Andreolli e Bruscantini, Lesbina ne Il filosofo di campagna diretta da Fasano con Capecchi e Bruscantini, Serpina ne La serva padrona diretta da Fasano con Bruscantini e Rosa ne Le cantatrici villane diretta da Fasano con Capecchi e Bruscantini.
Nel 1960 a Roma è Zerlina in Don Giovanni diretta da Gui con Leyla Gencer, Luigi Alva, Gobbi e Tajo e Colombina ne Le maschere diretta da Gavazzeni con Tedesco, Lino Puglisi, Poli ed Antonio Crast, per la radio Rai Isabella nella prima assoluta di Il dottore di vetro di Roman Vlad diretta da Gracis con la Gardino, Lazzari e Calabrese e Serpina ne La serva padrona diretta da Fasano e Rosa ne Le cantatrici villane con Bruscantini e Lesbina/Lena ne Il filosofo di campagna diretta da Fasano con Bruscantini a Venezia dove canta fino al 1962.

## Discografia
- Bizet: Carmen - Giulietta Simionato/Franco Corelli/Aldo Protti/Fritz Reiner/Orchestra e Coro del Teatro di San Carlo, 1953 Archipel
- Boccherini: La Clementina - Fernando Corena/Radio Svizzera Italiana Orchestra & Chorus/Ugo Benelli/Maria Grazia Ferracini/Elena Rizzieri/Karla Schean/Luciana Ticinelli/Angelo Ephrikian, Nuova Era
- Caldara: Vola Il Tempo, Il Giuoco Di Quadriglio, Che Dite O Miei Pensieri & 4 Canons - Maria Grazia Ferracini/Edwin Loehrer/Lugano Società Cameristica Strumentisti, 2000 Dynamic
- Cimarosa: Il Credulo (1956) - Sesto Bruscantini/Dora Gatta/Franco Calabrese/Elena Rizzieri/Milan Symphony Orchestra, RAI Chorus, Milan/Alfredo Simonetto, Classical Moments
- Cimarosa: La Baronessa Stramba - Orchestra da camera "Alessandro Scarlatti" di Napoli della R/Franco Caracciolo, Twilight
- Fioravanti: I virtuosi ambulanti (1960) - Marcello Cortis/Sesto Bruscantini/Cesare Valletti/Gabriela Carturan/Elena Rizzieri/RAI Symphony Orchestra/Roberto Benaglio, Classical Moments
- Flotow: Martha - Symphony Orchestra & Chorus Of Torino Della Radio Televisione Italiana/Francesco Molinari Pradelli/Ruggero Maghini/Alberto Albertini/Pia Tassinari/Ferruccio Tagliavini/Carlo Tagliabue, Mastercorp
- Galuppi: Il filosofo di campagna - Renato Fasano/Anna Moffo/Complesso strumentale del collegium musicum italicum i virtuosi di Roma/Rolando Panerai/Mario Petri, Archipel/Walahll
- Mascagni: Le maschere - Elena Rizzieri/Sergio Tedesco/Afro Poli/Amedeo Berdini/Bruno Bartoletti, 1961 Gala
- Puccini: La bohème (Edinburgh 1951) - Orchestra of the Teatro di San Carlo/Vittorio Gui/Mario Del Monaco/Gino Bechi/Luciano Neroni, OperaPrima
- Puccini: La bohème - Franco Patanè/Orchestra e Coro Teatro di San Carlo/Mario Del Monaco/Saturno Meletti/Gino Bechi/Luciano Neroni/Lidia Melisci, 1950 Omega Opera Archive 1600
- Puccini: La bohème - Francesco Molinari Pradelli/Orchestra e Coro della RAI di Milano/Giuseppe Campora/Pier Luigi Latinucci/Giuseppe Taddei/Italo Tajo/Renata Broilo, 1954 The Opera Lovers
- Wolf-Ferrari: Il Segreto Di Susanna - Angelo Questa/Giuseppe Valdengo/Orchestra Sinfonica di Torino della RAI, 1954 Nuova Fonit Cetra

## Repertorio
| Ruolo                   | Titolo                           | Autore           |
| ----------------------- | -------------------------------- | ---------------- |
| Micaela                 | Carmen                           | Bizet            |
| Margherita              | Mefistofele                      | Boito            |
| Clementina              | La Clementina                    | Boccherini       |
| Gironda                 | La baronessa stramba             | Cimarosa         |
| Madama                  | Il credulo                       | Cimarosa         |
| Rosa                    | Le cantatrici villane            | Fioravanti       |
| Rosalinda               | I virtuosi ambulanti             | Fioravanti       |
| Lady Harriet Dunham     | Martha                           | Flotow           |
| Eugenia Lesbina         | Il filosofo di campagna          | Galuppi          |
| La Contessa             | La diavolessa                    | Galuppi          |
| Carmela                 | Mese mariano                     | Giordano         |
| Euridice                | Orfeo ed Euridice                | Gluck            |
| Margherita              | Faust                            | Gounod           |
| Nedda                   | Pagliacci                        | Leoncavallo      |
| Colombina               | Le maschere                      | Mascagni         |
| Manon Lescaut           | Manon                            | Massenet         |
| Susanna                 | Le nozze di Figaro               | Mozart           |
| Zerlina                 | Don Giovanni                     | Mozart           |
| Despina                 | Così fan tutte                   | Mozart           |
| Parasja                 | La fiera di Soročincy            | Musorgskij       |
| Cilla                   | Il Socrate immaginario           | Paisiello        |
| Lucrezia                | I zingari in fiera               | Paisiello        |
| Serpina                 | La serva padrona                 | Pergolesi        |
| Caterina                | Vanna Lupa                       | Pizzetti         |
| Mimì                    | La bohème                        | Puccini          |
| Cio-Cio-San             | Madama Butterfly                 | Puccini          |
| Liù                     | Turandot                         | Puccini          |
| La fanciulla Sneguročka | Sneguročka                       | Rimskij-Korsakov |
| Sinaide                 | Mosè in Egitto                   | Rossini          |
| Elena                   | Il cappello di paglia di Firenze | Rota             |
| Violetta Valéry         | La traviata                      | Verdi            |
| Nannetta                | Falstaff                         | Verdi            |
| Eva                     | I maestri cantori di Norimberga  | Wagner           |
| Annetta                 | Il franco cacciatore             | Weber            |
| Marina                  | I quatro rusteghi                | Wolf-Ferrari     |
| Susanna                 | Il segreto di Susanna            | Wolf-Ferrari     |
| Gasparina Gnese Lucieta | Il campiello                     | Wolf-Ferrari     |